# Marathon van Wenen 1990
De marathon van Wenen 1990 vond plaats op zondag 22 april 1990 in Wenen. Het was de zevende editie van deze wedstrijd.
Bij de mannen won de 32-jarige Gidamis Shahanga uit Tanzania in 2:09.28. Hij verbeterde met deze prestatie tevens het parcoursrecord. Bij de vrouwen zegevierde de Tsjecho-Slowaakse Ludmila Melicherova in 2:33.19. Ook zij verbeterde het parcoursrecord.
In totaal finishten er 3901 hardlopers, waarvan 3647 mannen en 254 vrouwen.

## Uitslagen

### Mannen
| rang   | naam                 | land | tijd    |
| ------ | -------------------- | ---- | ------- |
| Goud   | Gidamis Shahanga     | TAN  | 2:09.28 |
| Zilver | Jan Huruk            | POL  | 2:10.16 |
| Brons  | Helmut Schmuck       | AUT  | 2:13.17 |
| 4      | Gerhard Hartmann     | AUT  | 2:13.45 |
| 5      | Marek Deputat        | POL  | 2:13.47 |
| 6      | Lubomir Tesacek      | TCH  | 2:13.48 |
| 7      | Miroslaw Golebiewski | POL  | 2:13.50 |
| 8      | Nivaldo Filho        | BRA  | 2:14.22 |
| 9      | Sam Ngatia           | KEN  | 2:14.36 |
| 10     | Cor Saelmans         | BEL  | 2:14.51 |
| 11     | Karol Dolega         | POL  | 2:14.53 |
| 12     | Jerzy Skarzynski     | POL  | 2:16.23 |
| 13     | Janos Papp           | HUN  | 2:16.32 |
| 14     | Peter Antal          | HUN  | 2:16.47 |
| 15     | Peter Lyrenmann      | SUI  | 2:17.21 |
| 16     | Dariusz Kaczmarski   | POL  | 2:17.22 |
| 17     | Alexander Neuwirth   | TCH  | 2:18.51 |
| 18     | Ryszard Malecki      | POL  | 2:19.20 |
| 19     | Zoltan Szabo         | HUN  | 2:19.32 |
| 20     | Jozef Kazanecki      | POL  | 2:19.33 |
| 21     | Czeslaw Lamch        | POL  | 2:20.35 |

### Vrouwen
| rang   | naam                | land | tijd    |
| ------ | ------------------- | ---- | ------- |
| Goud   | Ludmila Melicherova | TCH  | 2:33.19 |
| Zilver | Petra Liebertz      | GER  | 2:38.40 |
| Brons  | Eroica Staudenmann  | SUI  | 2:41.24 |
| 4      | Verena Lechner      | AUT  | 2:41.38 |
| 5      | Angelika Dunke      | GER  | 2:42.18 |
| 6      | Grazyna Kowina      | POL  | 2:44.48 |
| 7      | Wilma Rusman        | NED  | 2:45.08 |
| 8      | Slavica Brcic       | CRO  | 2:53.14 |
| 10     | Anna Solecka        | POL  | 2:53.18 |

1984 ·
1985 ·
1986 ·
1987 ·
1988 ·
1989 ·
1990 ·
1991 ·
1992 ·
1993 ·
1994 ·
1995 ·
1996 ·
1997 ·
1998 ·
1999 ·
2000 ·
2001 ·
2002 ·
2003 ·
2004 ·
2005 ·
2006 ·
2007 ·
2008 ·
2009 ·
2010 ·
2011 · 
2012 ·
2013 ·
2014 ·
2015 ·
2016 ·
2017 ·
2018 ·
2019 ·
2020 ·
2021 ·
2022 ·
2023 ·
2024